# Nèle Marian
Nèle Marian (* 16. Februar 1906 in Lisala, Kongo-Freistaat, als Mathilde Idalie Huysmans; † 12. Januar 2005 in Brüssel) war eine kongolesisch-belgische Schriftstellerin, Dichterin und Journalistin. Ihr 1935 veröffentlichter Gedichtband Poèmes et chansons (dt. Gedichte und Lieder) ist eines der ersten in Belgien veröffentlichten Werke mit afrikanischer Autorschaft. Marian schrieb in französischer Sprache.

## Biographie
Mathilde Idalie Huysmans war eine Tochter von Jules Jean Huysmans, einem belgischen Offizier, und einer kongolesischen Mutter, von der nur der Vorname Ojala bekannt ist. Ihr Vater nahm sie bereits als kleines Kind (wahrscheinlich 1908 oder 1909) mit nach Belgien. 
Nach dem Tod ihres Vaters 1915 wurde Mathilde in die Obhut zweier Tanten gegeben, bei denen sie allerdings kaum einen Zugang zu Bildung hatte. Mit 13 Jahren konnte das Mädchen seine Ausbildung an der Schule, die es zuvor besucht hatte, wieder aufnehmen und schließlich erfolgreich beenden. Daraufhin arbeitete Huysmans einige Jahre als Gouvernante.
Unter dem Pseudonym Nèle Marian begann sie schließlich eine Karriere als Journalistin und Schriftstellerin. In der Zwischenkriegszeit und den 1940er Jahren erlangte sie eine gewisse Bekanntheit. 
Nèle Marian starb 2005 in Brüssel, ihr Nachlass wird im Centre d'archives et de recherches pour l'histoire des femmes (Carhif, dt. Archiv- und Forschungszentrum für die Geschichte der Frauen) in Brüssel aufbewahrt.

## Werke
Marian veröffentlichte 1935 eine Gedichtsammlung unter dem Titel Poèmes et chansons (dt. Gedichte und Lieder).
1936 wurde das Gedicht Banjo veröffentlicht, indem Marian das von der Schwarzen Diaspora in Europa erlebte Leid thematisiert. 
1944 veröffentlichte sie sowohl die Erzählung La legende de Vieux Bon Dieu (dt. Die Legende des Alten Lieben Gott) und als auch einen Essay, Les grands faits de l'histoire du pays wallon (dt. Die Großen Taten der wallonischen Geschichte).

## Verweise
1. 1 2 3 4  Archivwebsite des CARHIF für Marhilde Idalie Huysmans. In: AVG - CARHIF. Archief- en Onderzoekscentrum voor Vrouwengeschiedenis / Centre d'Archives et de Recherches pour l'Histoire des Femmes, 2022, abgerufen am 25. November 2024 (französisch).
2. 1 2  Nadia Nsayi: Congolina: De erfenis van Nele Marian. Singel Uitgeverijen, 2023, ISBN 978-90-445-4447-3 (niederländisch, google.de [abgerufen am 25. November 2024]).
3. 1 2 3  Antoine Tshitungu Kongolo: L'aventure des écrivains congolais. In: La revue nouvelle. 2008, S. 88–97, hier: 90., abgerufen am 25. November 2024 (französisch).
4. ↑  Jean-Claude Kongomba: Nele Marian, première poétesse congolaise ? les aléas d'un bilan patrimonial. In: Vitabu : lectures congolaises. Nr. 1. Les éditions du Pangolin, Enghien 2020, S. 18–27 (französisch, univ-lorraine.fr [abgerufen am 25. November 2024]).
5. ↑  Centre d’Archives et de Recherches pour l’Histoire des Femmes asbl. Abgerufen am 25. November 2024 (französisch).

| Personendaten    | Personendaten                                                       |
| ---------------- | ------------------------------------------------------------------- |
| NAME             | Marian, Nèle                                                        |
| ALTERNATIVNAMEN  | Huysmans, Mathilde Idalie (Geburtsname)                             |
| KURZBESCHREIBUNG | kongolesisch-belgische Schriftstellerin, Dichterin und Journalistin |
| GEBURTSDATUM     | 16. Februar 1906                                                    |
| GEBURTSORT       | Lisala, Kongo-Freistaat                                             |
| STERBEDATUM      | 12. Januar 2005                                                     |
| STERBEORT        | Brüssel                                                             |